# Wer liebt, dem wachsen Flügel
Wer liebt, dem wachsen Flügel ist ein deutscher Kino-Film von Gabriel Barylli.

## Handlung
Ein liebenswerter Antiquar wird von seiner ehrgeizigen Frau vernachlässigt. Als er in eines ihrer Geschäftstreffen platzt, begegnet ihm ihre Konkurrentin um einen Deal mit einem großen Firmenchef. Einen Kurzauftritt hat Moderatorin Nina Ruge.

## Kritik
„Schauspieler Gabriel Barylli hat schon häufig sein nicht vorhandenes Talent als Regisseur bewiesen, doch was er hier demonstriert, ist wohl das Furchtbarste, was seit langem auf Leinwand zu sehen war: eine selten dümmliche Liebesgeschichte, die das Leben auf keinen Fall schreibt, weltfremde Dialoge, eine schlampige Regie und chargierende Darsteller – falls man Verona Feldbusch und Co. überhaupt als solche bezeichnen kann. Wer glaubt schon, dass Verona Feldbusch eine Karrierefrau in der Wirtschaft sein könnte?“

Cool ist Baryllis Film nicht, er zeigt vielmehr eine recht heile Welt ohne schrille Misstöne, in der hübsche Menschen zwischen Kirschblüten und Zuckerwatte, im Riesenrad und Luxushotel Gefühle zeigen (Christiane Hellwege, dpa).
Kein ernstzunehmender Film, sondern eine bodenlose Frechheit. Schon allein die Story mit dämlichen Dialogen ist an Dummheit nicht zu überbieten … Das ganze Machwerk wirkt wie die eins zu eins Verfilmung eines „Julia-Heftchens“. Wer liebt, dem wachsen Flügel ist ein fürchterlicher filmischer Supergau. Unbegreiflich wie Regisseur und Autor Barylli für diesen Mist Geld auftreiben konnte. Schlimmer geht’s nimmer. Man verlässt erschöpft das Kino, schüttelt den Kopf und denkt sich: Das kann doch alles nicht wahr sein!!! (Kinokritik Bayern 3)
Das hätte eine lustige Komödie über die Spätfolgen der Emanzipation werden können. Aber Autor und Regisseur Gabriel Barylli geht offenbar davon aus, dass die Welt nur aus blonden Arzthelferinnen besteht, die darauf warten, an den Herd zurückzukehren – kein Klischee ist ihm zu billig. (TV Spielfilm)
Die Deutsche Film- und Medienbewertung FBW in Wiesbaden verlieh dem Film das Prädikat wertvoll.

## Musik
„Eine romantische Liebeskomödie von Gabriel Barylli mit einer aufwendig komponierten Filmmusik von Enjott Schneider und Co-Composer Patrick Buttmann: die score filmmusic in Prague mit dem City of Prague Orchestra aufgenommen, und dazu thematisch verknüpft und die Titelmelodie variierend viele Songs- und Jazznummern mit Bigband und Elektro-Hit-Style … mit Interpreten wie Nermin Gönec und dem genialen ‚Frank-Sinatra-Imitator‘ Alex Flucht. Including unseren Single-Hit Heartbeat (Radioversion). – Zu der exquisiten Musikproduktion passt auch die Riege der Filmschauspieler: Titelheld Heio von Stetten mit Film-Partnerin Lisa Martinek, dazu Maximilian Schell, Gudrun Landgrebe, Verona Feldbusch und Ralf Bauer."“

Die zum Film komponierte Musik:
- When you´re looking
- Wings: Titelsong
- Wings: Slow
- Wing: Ballad
- Heartbeat
- Bella Italia
- Das Maerchen beginnt
- Ricarda